# Martín Zubimendi
Martín Zubimendi, född 2 februari 1999, är en spansk fotbollsspelare som spelar för Arsenal och Spaniens landslag. Han är en defensiv mittfältare.
Zubimendi blev olympisk silvermedaljör i fotboll vid sommarspelen 2020 i Tokyo. Zubimendi var även med i Spaniens A-landslag och vann Uefa Nations League 2023. Han startade den tredje gruppspelsmatchen mot Albanien, samt gjorde tre inhopp när Spanien tog EM-guld 2024. Han har spelat 180 matcher i La Liga för Real Sociedad.